# Károly Güttler
Károly Güttler (ur. 15 czerwca 1968 w Budapeszcie) – węgierski pływak, specjalizujący się w stylu klasycznym, medalista olimpijski, mistrzostw świata i Europy, a także rekordzista świata.
Jego największym sukcesem były dwa srebrne medale olimpijskie na dystansie 100 m stylem klasycznym w 1988 r. w Seulu oraz na dystansie 200 m stylem klasycznym 1996 r. w Atlancie.
3 września 1993 r. podczas mistrzostw świata w Sheffield pobił rekord świata na dystansie 100 m stylem klasycznym. Uzyskał wynik 1:00,95. Jego rekord przetrwał do 20 czerwca 1996 r.
W 1993 r. został wybrany najlepszym pływakiem w Europie i na świecie.

## Rekordy świata
| Data            | Miejsce   | Konkurencja             | Rezultat    | Status                                  |
| --------------- | --------- | ----------------------- | ----------- | --------------------------------------- |
| 3 września 1993 | Sheffield | 100 m stylem klasycznym | 1:00,95 min | do 20 lipca 1996 Frédérik Deburghgraeve |